# Batalla de las Islas Cíes (1590)
La batalla de las Islas Cíes, también conocida como batalla de la Bahía de Bayona, o de las Islas de Bayona, fue una confrontación naval acontecida a principios de 1590, acontecida en las proximidades de las Islas Cíes, cerca de Bayona y Vigo, en Galicia (España), entre una pequeña fuerza normal bajo las órdenes del capitán Don Pedro de Zubiaur, y una flotilla anglo-holandesa de catorce naves, durante la Guerra de los Ochenta Años, en el contexto de la Guerra Anglo-Española (1585-1604) y las guerras de religión de Francia. Tras varias horas de intenso combate, las fuerzas españolas, compuestas de tres buques ligeros, alcanzó una victoria determinante, dejando la flota anglo-holandesa completamente derrotada. El buque insignia holandés fue abordado y capturado, al igual que otros seis barcos más. Tras ello, el resto de la flota anglo-holandesa se rindió.
Poco después, Pedro de Zubiaur llegaría al puerto del Ferrol, junto con los barcos capturados, para gran sorpresa para las autoridades portuarias españolas.